# Ben Dickey
Ben Dickey (Little Rock, 19 juni 1977) is een Amerikaans muzikant, singer-songwriter en acteur.

## Biografie
Ben Dickey werd in 1977 geboren in Little Rock en was al op jeugdige leeftijd met muziek bezig. Als tiener toerde hij in de jaren 1990 in Arkansas rond met de post-hardcoreband Shake Ray Turbine en was ook gitarist bij de in augustus 1996 opgerichte Hiram Ragon Experience. In de herfst van 1997 vertrok Dickey naar Philadelphia (Pennsylvania) waar hij enkele jaren later samen met Jeb Bell en Terry Yerves de band Amen Booze Rooster oprichtte. Hij nam in 2001 een single op bij Max Recordings. Amen Booze Rooster nam een volledig album op dat echter nooit uitgegeven werd. In 2005 richtte Dickey samen met de Drew Mills Blood Feathers op. Hun debuutalbum Curse and Praise werd uitgebracht op 8 augustus 2006.
Op 29 juli 2016 bracht Dickey zijn eerste solo-alum uit, getiteld Sexy Birds & Salt Water Classics. In 2017 begonnen de filmopnamen van zijn speelfilmdebuut. Hij vertolkt countrymuzikant Blaze Foley in de biografische indiefilm Blaze die door Ethan Hawke geregisseerd wordt en zijn première zal hebben in januari 2018 op het Sundance Film Festival.

## Discografie
- 2001: Lemon Ice Box Pie/Go Stay Come – Amen Booze Rooster (single)
- 2006: Curse and Praise – Blood Feathers (cd, mp3)
- 2009: Goodness Gracious – Blood Feathers (cd, mp3)
- 2016: Sexy Birds & Salt Water Classics (solo-album)

## Filmografie
- 2018: Blaze

## Prijzen en nominaties
De belangrijkste:
| Jaar | Prijs                  | Categorie                                                  | Film  | Uitslag  |
| ---- | ---------------------- | ---------------------------------------------------------- | ----- | -------- |
| 2018 | Sundance Film Festival | U.S. Dramatic Special Jury Award for Achievement in Acting | Blaze | Gewonnen |